# ROAD RACER
「ROAD RACER」（ロードレーサー）は、日本のヘヴィメタルバンド・LOUDNESSのシングル。1983年9月21日に発売された。
2曲とも『THE LAW OF DEVIL'S LAND 〜魔界典章〜』の2005年再発時にボーナストラックとして収録された。
ROAD RACERは、2016年発売の『SAMSARA FLIGHT 〜輪廻飛翔〜』にて新たにレコーディングされ収録されている。

## 収録曲
1. ROAD RACER
  - 作詞：二井原実 / 作曲：高崎晃 / 編曲：LOUDNESS
2. 蜃気楼
  - 作詞：二井原実 / 作曲：高崎晃 / 編曲：LOUDNESS